# Hadisír

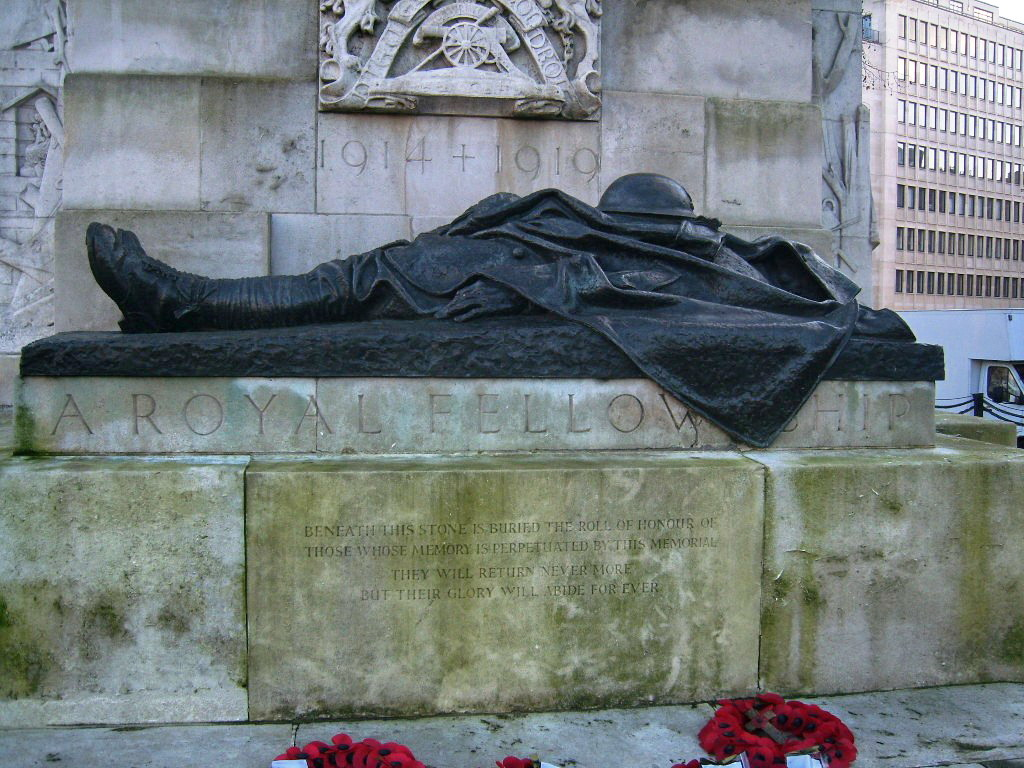
A londoni Royal Artillery Memorial részlete

Hadisírnak minősülnek az olyan sírhelyek, ahol a fegyveres erőkhöz tartozó személyek, fegyveres összetűzések következtében elesettek, hadifogságban elhunytak, illetve polgári elhurcoltak nyugszanak, beleértve az egyéni és közös sírokat, jeltelen sírokat, illetve az előbb felsorolt eseményekhez kapcsolódó emléktáblákat, emlékműveket és -jeleket.
Ideális esetben a hadisírokkal szemben kívánalom a felismerhető állapotban való fenntartás, amibe beletartozik, hogy azonnal felismerhető legyen a sír katonai jellege, olvashatóak legyenek az elhunytak nevei, rendfokozatuk, állampolgárságuk, születési és elhalálozási időpontjuk és hogy hol estek el. Természetesen ezek az adatok sok helyen hiányoznak, hiszen sokszor lehetetlen őket kideríteni.
A hadisírok fenntartását nemzetközi egyezményekben is szabályozzák, az egykori hadviselő felek területén gyakran kölcsönösen fellelhetők, pl. követve a frontvonal változását. Ezekben az egyezményekben általában kötelezettséget vállalnak a másik fél tájékoztatására, lehetővé teszik a kutatómunkát, látogathatóságot biztosítanak és kicserélik a nyilvántartási adataikat. Az egyezmények részei még a sírhelyek méltó körülmények közti fenntartásának biztosítása, a vallási szempontok figyelembe vételével. A szerződő felek határozatlan időtartamra, ingyenesen biztosítják azon területek használatát, ahol a hadisírok fekszenek. Az exhumáláshoz az egyik fél kérelme és a másik fél beleegyezése szükséges, megkérdezve az esetleges harmadik felet is. A nemzetközi egyezmények követik az egyes országok törvényi előírásait, így a felsorolt tételek megjelennek a helyi törvényekben is.
Hadisírok lehetnek hajóroncsok is, például a Szent István vagy a Sydney.

## Magyar hadisírok

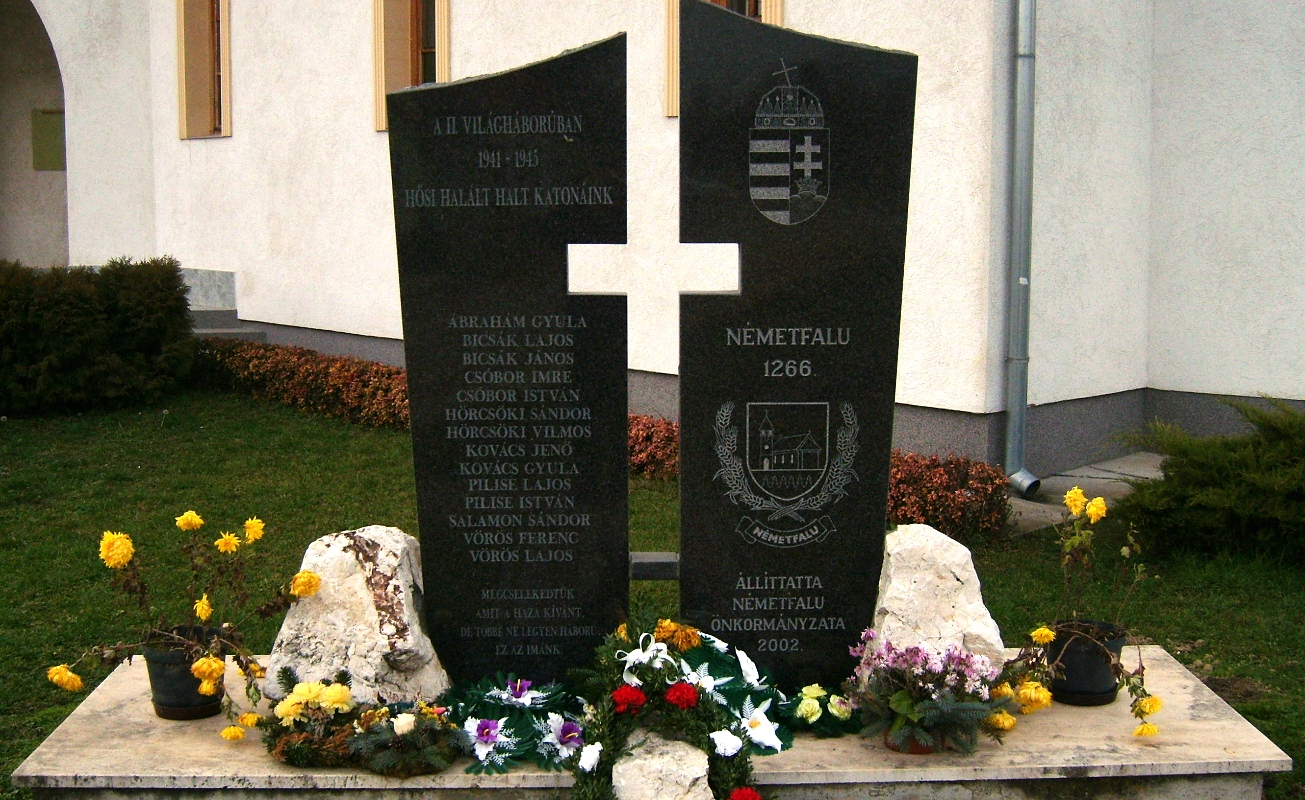
Németfalu II. világháborús emlékműve.

A magyar hadisírok természetszerűleg a magyarságot érintő nagyobb harcokhoz köthetőek, ezek közül a három legjelentősebb az 1848–49-es forradalom és szabadságharc, az első világháború és a második világháború. A korábbi eseményekről is megemlékeznek emlékművek (például Mohácson a törökök elleni 1526-os ütközetről), de még az 1848-as események idején sem létezett az a fajta veszteség-nyilvántartás, amely az utókornak lehetővé tette volna a lelkiismeretes hadisír-gondozást.
Az első világháború elesettjeinek nyughelyeit még az olyan ellenséges országokban is, mint Románia, illő tisztelettel kezelték mint hősi halottakét, a második világháború áldozatainak emlékét viszont beárnyékolta a politikai–ideológiai szembenállás, amely akár temetőromboláshoz is vezethetett.
Magyarországon a HM Társadalmi Kapcsolatok és Hadisírgondozó Hivatal foglalkozik a hadisírok gondozásával, nyilvántartásával és a külföldi testvérszervekkel való kapcsolattartással. A szűkös anyagi források miatt jelentős szerepet vállalnak magukra magánszemélyek és különböző egyesületek is a kegyeletőrzésben.

## Lásd még
- Háborúban elhunytak